# Feministaldia
Feministaldia es un Festival de Cultura Feminista organizado desde 2006 en San Sebastián por la plataforma política Plazandreok. 

## Historia
Feministaldia es un festival que se celebra desde 2006 durante el mes de diciembre. Se trata de un festival de cultura feminista para visibilizar a todas aquellas mujeres creadoras y activistas que trabajan para alterar significados, cuestionar formas y fondos, contar nuevas historias.
En sus inicios se celebró en el espacio Arteleku de San Sebastián y desde 2015 se celebra en Tabakalera y en Kontadores.
Organizado hasta la edición de 2021 por Plazandreok, cuenta con la colaboración de Emakunde, la Diputación Foral de Guipúzcoa y el Ayuntamiento de San Sebastián. Desde 2022 la organización corre a cargo de Leire San Martin y Laura Muelas y la comunicación, a cargo de Irati Salsamendi.

### Propósito
El Feministaldia impulsa espacios de libertad para la expresión feminista y facilita espacios de encuentro entre mujeres artistas, feministas y activistas de diversas tendencias y disciplinas. Es un lugar de encuentro y de creación para mujeres cercanas a la cultura feminista y para aquellas que están en los márgenes y que cuestionan los planteamientos hegemónicos.

### Organización
El Festival se organiza en torno a tres líneas: divulgación, práctica y lúdica; con formatos variados: exposiciones, conferencias, debates, talleres, conciertos, documentales, teatro, performance.
En los últimos años cada Festival se ha centrado en un tema. Estos son los programas y temas de cada festival:
- Feministaldia'06 I Festival de Cultura Feminista.[7]
- Feministaldia'07.[8]
- Feministaldia'08.[9]
- Feministaldia'09.[10]
- Feministaldia'10.[11]
- Feministaldia'11.[12]
- Feministaldia'12 Tiempo, espacio, presencia (y palabra).[13]
- Feministaldia'13 Intergeneraciones: tensión-fuga-amor.[14]
- Feministaldia'14 Cultura monster.[15]
- Feministaldia'15 #Contra.[16]
- Feministaldia'16 #Plaza.[17]
- Feministaldia'17 #Fobia.[18]
- Feministaldia'18 #Okerrak.[19]
- Feministaldia'19 #Pilulak.[20]
- Feministaldia'20 #Kutsatu.[21]
- Feministaldia'21 #Sismika.[22]
- Feministaldia'22 Ahoa narras.[23]

### Ponentes
En las diferentes ediciones han participado en el Feministaldia, entre otras personas: Silvia Federici, Zaida Fernández, Medeak, Maitena Monroy, Remedios Zafra, Mari Luz Esteban, Marina Abramovic, Nerea Barjola, Maialen Lujanbio, Amaia Pérez Orozco, Esther Ferrer, Danele Sarriugarte, Kattalin Miner, Itxaro Bordar, Dora Salazar, Anna Fux o Fátima Aspitirou entre otras.